# Warlord (comics)
Pour les articles homonymes, voir Warlord.
Warlord est un personnage de comics créé par Mike Grell dans 1st Issue Special #8 (Novembre 1975) publié par DC Comics. Le personnage n'est pas un super-héros mais un pilote qui se retrouve dans un univers d'heroic fantasy.

## Synopsis
Travis Morgan est un ancien pilote de SR-71 pendant la guerre du Viêt Nam. Son avion s'écrase dans un monde perdu appelé Skartaris, le mythique Shamballah.

## Personnages
- Deimos
- Shakira

## Autres dessinateurs et scénaristes
- Bruce Jones